# Ranoidea jungguy
Ranoidea jungguy – gatunek płaza bezogonowego z podrodziny Pelodryadinae w rodzinie rzekotkowatych (Hylidae). 
Żaby te występują na północno-wschodnim wybrzeżu Australii w stanie Queensland. Gatunek był stwierdzany na wysokościach 130–980 m n.p.m.